# ファイヴス
CT-5555/CT-27-5555およびARC-5555 "ファイヴス（ファイブス）"（Fives）は、『スター・ウォーズ/クローン・ウォーズ』の銀河共和国における共和国グランド・アーミーに所属するエリート兵「ARCトルーパー」（アドバンスト・レコン・コマンドー）である。

## 概要
識別番号が「CT-5555」と連番であったことに由来して「ファイヴス」（Fives）というニックネームが与えられている。
ジェダイ将軍アナキン・スカイウォーカーやコマンダーのアソーカ・タノ、キャプテン・レックスの指揮下にある第501軍団（第501大隊）に所属し、数々の任務に参加した。
クローン戦争末期、スターウォーズ史においてオーダー66の陰謀に唯一気づいた登場人物であり、この事実を上官であったアナキン・スカイウォーカーやキャプテン・レックスに伝えようと試みたが、シーヴ・パルパティーン最高議長よって濡れ衣を着せられファイヴスは射殺されたため、これが明るみに出ることはなかった。
ファイヴスは死の間際、キャプテン・レックスに対し、全クローンの脳内に埋め込まれた行動制御バイオチップの存在を暗示する言葉を残した。彼の最期の言葉は、後にレックスが陰謀の正体を突き止め、彼を含む複数のクローン・トルーパーがチップを摘出することに大きく貢献した。

## アニメーション
新三部作/プリクエル・トリロジーに関連するアニメーションシリーズでは、声優のディー・ブラッドリー・ベイカーが全てのクローン・トルーパーの声を務めている。日本語吹替版においては、クローン・トルーパーに関わる全作品を金田明夫が担当した。